# 科姆拜
科姆拜（Kombai），是印度泰米尔纳德邦德尼縣的一个城镇。总人口12,820人（2001年）。

## 人口
该地2001年总人口12,820人，其中男性6,383人，女性6,437人；0—6岁人口1,270人，其中男643人，女627人；识字率64.18%，其中男性为71.89%，女性为56.53%。